# Stanislav Leonovič
Stanislav Viktorovič Leonovič (in russo Станислав Викторович Леонович?; Sverdlovsk, 22 luglio 1958 – 1º luglio 2022) è stato un pattinatore artistico su ghiaccio sovietico. Insieme a Marina Pestova ha vinto un argento (1982) e un bronzo (1980) sia al Campionato mondiale che al Campionato europeo.

## Palmarès
Con Pestova
| Internazionali            | Internazionali | Internazionali | Internazionali | Internazionali | Internazionali | Internazionali |
| Evento                    | 1977–78        | 1978–79        | 1979–80        | 1980–81        | 1981–82        | 1982–83        |
| ------------------------- | -------------- | -------------- | -------------- | -------------- | -------------- | -------------- |
| Giochi olimpici invernali |                |                | 4°             |                |                |                |
| Campionati mondiali       | 7°             | 5°             | 3°             |                | 2°             | 6°             |
| Campionati europei        | 7°             | 4°             | 3°             |                | 2°             |                |
| Prize of Moscow News      |                | 1°             |                |                |                |                |
| Nazionali                 |                |                |                |                |                |                |
| Campionati sovietici      | 2°             | 2°             | 1°             | 4°             | 1°             | 1°             |